# Petrorossia guanchorum
Petrorossia guanchorum är en tvåvingeart som beskrevs av Francois 1970. Petrorossia guanchorum ingår i släktet Petrorossia och familjen svävflugor.
Artens utbredningsområde är Kanarieöarna. Inga underarter finns listade i Catalogue of Life.